# Miscigenação

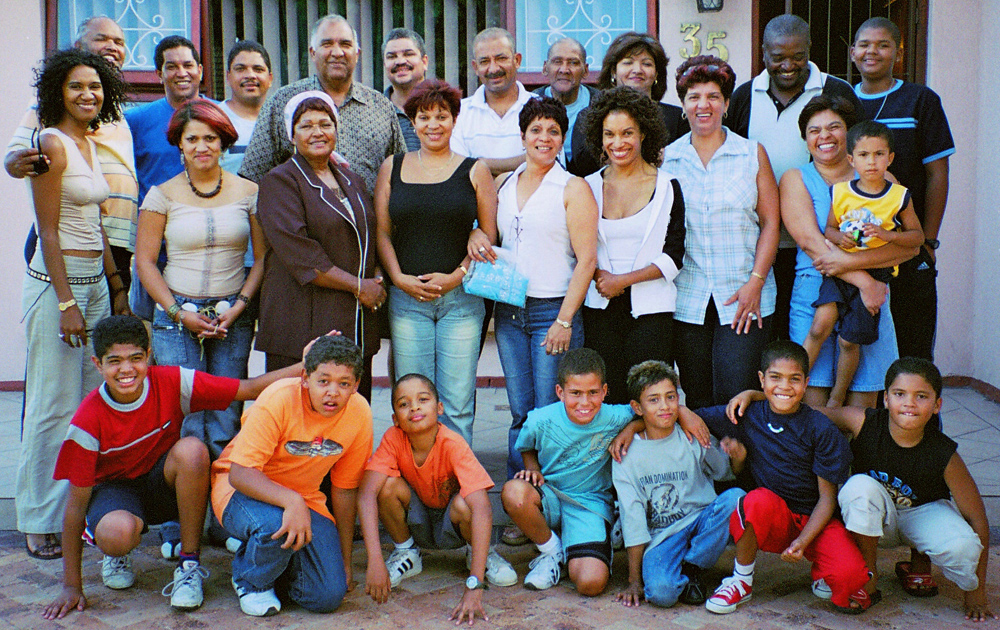
Família de coloureds na Cidade do Cabo, África do Sul.

A miscigenação ou mestiçagem consistem na mistura de "raças", de povos e de diferentes etnias com casamento, relacionamento, relações sexuais e procriação. Assim, multirraciais ou mestiças são as pessoas que não são descendentes de uma única origem. Essas pessoas possuem características de cada uma das raças de que descendem. Um exemplo pode ser alguém com ancestralidade europeia e africana, ou com ancestralidade europeia e indígena. Por exemplo, nos EUA, 6,1 milhões de pessoas se autodeclararam multirraciais no censo de 2001.
Este termo também pode se referir a uma sociedade multiétnica, com alto grau de heterogeneidade cultural e grande variedade de tipos humanos, mas não, necessariamente, alto grau de miscigenação entre as etnias. Exemplos de sociedades multirraciais são o Brasil, E.U.A, Cabo Verde, África do Sul, Mexico, Canadá, Austrália, França, Reino Unido e Colombia. China, Rússia, Argentina e Índia possuem sociedades multiétnicas, mas não, propriamente, multirraciais, onde a interação entre as diferentes raças é bem menos presente.
Os mestiços são também chamados de mistos em Moçambique e de pardos pela categorização do Instituto Brasileiro de Geografia e Estatística (IBGE) no Brasil. Além disso, existem terminologias antigas para especificar a mestiçagem: mulatos para descendentes de brancos e pretos; caboclos e mamelucos para descendentes de brancos e indígenas; cafuzos para descendentes de indígenas e pretos; e juçara para descendentes de brancos, indígenas e pretos.

## Na América Latina
Segundo o CIA World Factbook, em treze países da América Latina, a população é majoritariamente mestiça. Segundo a publicação, 95% dos paraguaios, 90% dos hondurenhos e salvadorenhos, 70% dos panamenhos, 68% dos venezuelanos, 69% dos nicaraguenses, 65% dos equatorianos, 60% dos mexicanos, 59,4% dos guatemaltecos, 58% dos colombianos e 54,8% dos belizenhos são mestizos.

### Brasil

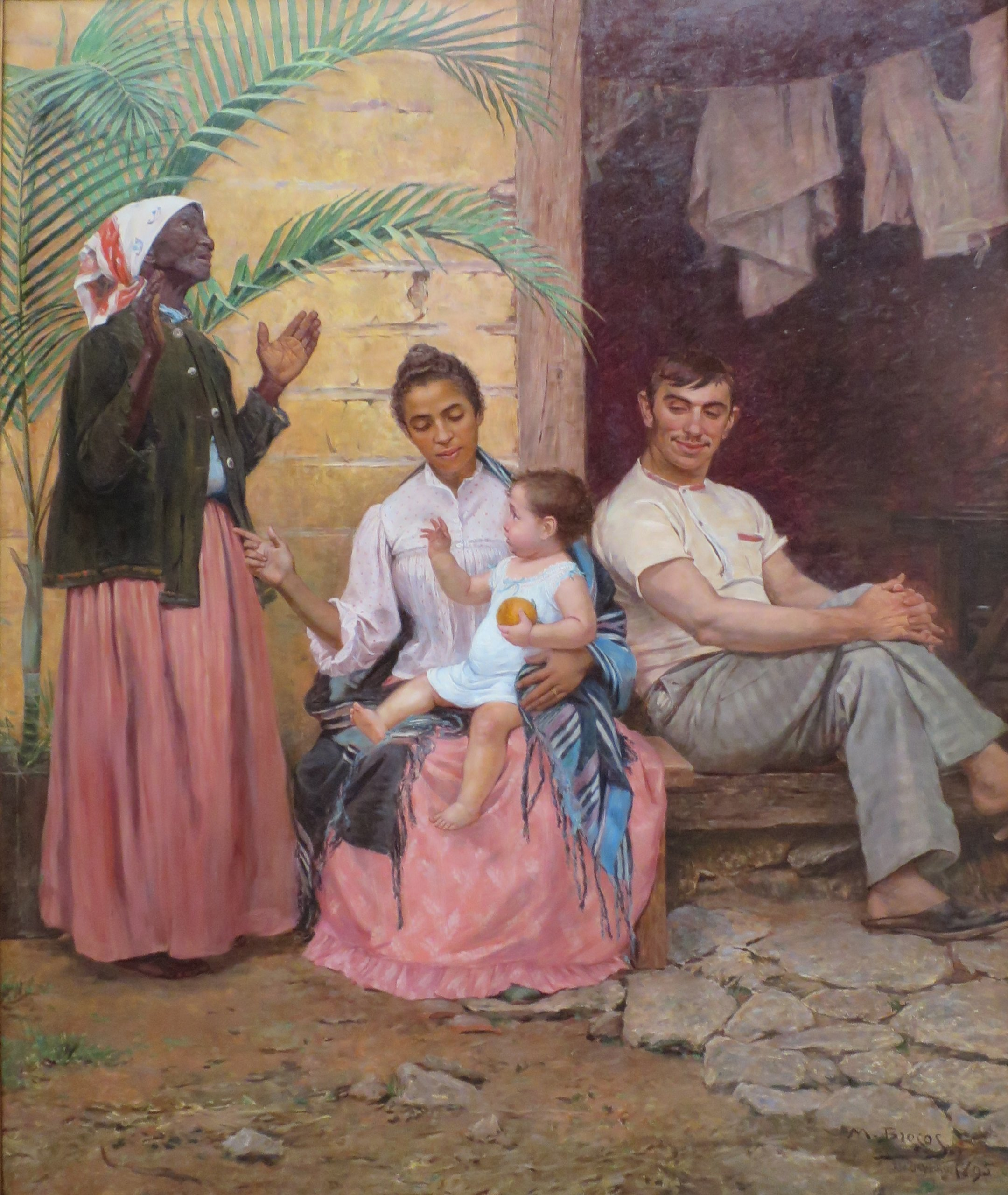
A Redenção de Cam (1895): avó negra, mãe mulata, esposo e filho brancos. O quadro sintetiza o ideal de branqueamento da população brasileira. Pintura de Modesto Brocos y Gomes.

Poucos lugares no mundo passaram por uma miscigenação tão intensa quanto o Brasil. Os portugueses já trouxeram para o Brasil séculos de integração genética e cultural de povos europeus, como os povos celta, romano, germânico e lusitano. Embora os portugueses sejam basicamente uma população europeia, sete séculos de convivência com mouros do norte da África e com judeus deixaram um importante legado a este povo. No Brasil, uma parte substancial dos colonizadores portugueses se miscigenou com índios e negros africanos, em um processo muito importante para a formação do País. A esse e a outros processos somou-se o processo de imigração de muitos mais europeus. Da metade do século XIX à metade do século XX, a nação recebeu cerca de cinco milhões de imigrantes europeus, em sua maioria portugueses, italianos, espanhóis e alemães. Um dos resultados da soma desses processos é a atual composição da população brasileira. Em 2008, 48% da população brasileira se considera branca, 44% se identifica como parda e 7% se considera negra.
Os índios brasileiros não apresentavam relevantes diferenças genéticas entre si: seriam todos descendentes do primeiro grupo de caçadores asiáticos que chegaram às Américas, há 60 mil anos. Porém, culturalmente falando, os aborígenes brasileiros estavam inseridos numa diversidade de nações com línguas e costumes distintos. A chegada dos primeiros colonos portugueses, homens na maioria, culminou em relações com as índias. Em 4 de abril de 1755, D. José, rei de Portugal, assinou decreto autorizando a miscigenação de portugueses com índios.
Os africanos  trazidos e escravizados no Brasil pertenciam a um leque enorme de etnias e nações. A maior parte eram bantos, originários de Angola, Congo e Moçambique. Porém, em lugares como a Bahia, predominaram os escravizados da região da Nigéria, Benim e Costa da Mina em alguns momentos, principalmente no século XVIII. Alguns escravizados islâmicos eram alfabetizados em árabe e já traziam para o Brasil uma rica e variada bagagem cultural. A Lei Áurea libertou os escravizados no final do século XIX, D. Pedro II e a Princesa Isabel tinham planos de indenizá-los e fazer uma reforma agrária para incluí-los na sociedade, mas isto foi interrompido pela Proclamação da República feita pela elite latifundiária e ex-donos de escravos que não lhes deram assistência social, e, por vários motivos, incluindo a necessidade de mão de obra e a ambição de "branquear" a população nacional, estimularam a vinda de imigrantes europeus. Havia entre os governantes do País a ideia de que se os imigrantes se casassem com pardos e negros, iriam "embranquecer" a população brasileira. A famosa pintura A Redenção de Cam, feita em 1895 por Modesto Brocos y Gómez, sintetiza a ideia pairante na época: através da miscigenação, os brasileiros ficariam a cada geração mais brancos.
No Brasil comemora-se o Dia do Mestiço a 27 de junho no Amazonas, Paraíba e Roraima. A etnia mestiça é oficialmente reconhecida por estes estados.

Estados do Brasil por grupo racial:
Maioria da população branca.
Maioria da população parda.

De acordo com o IBGE, 84,7 milhões de brasileiros se auto-declararam pardos em 2009, fazendo dos pardos a segunda maior cor que compõe o povo brasileiro, atrás apenas dos brancos. O percentual de pardos é o que mais cresce na população brasileira. Em 2000, os brasileiros que se auto-declaravam pardos representavam 38,5% da população; em 2006 passaram a ser 42,6% e em 2009 passaram a ser 44,2%. Somando-se esses 44,2% aos 6,9% que se declaram negros e aos 0,3% que se declaram indígenas, tem-se que maioria da população brasileira (51,4%) não se identifica como branca, primeira vez que isso ocorreu.
O resultado se verificou no censo de 2010, quando 96,7 milhões de brasileiros (50,74% da população) se declararam negros ou pardos. Desses, 14,5 milhões (7,61% da população total) se declararam negros, enquanto 82,2 (43,13% da população total) se declararam pardos. As pessoas que se declararam brancas no censo de 2010 representam 47,73% da população. Apesar da predominância dos mestiços e afro-descendentes na população brasileira, se verifica uma grande exclusão sócio-econômica dessa porção da população. 71,6% dos brasileiros que não sabem ler são negros ou pardos. Em média, um pardo recebe 57,4% daquilo que um branco recebe por hora trabalhada. Além disso, 18,9% dos pardos não exercem atividade com carteira de trabalho assinada e apenas 5,3% deles possuem diploma universitário.